# Marcelo Jácome

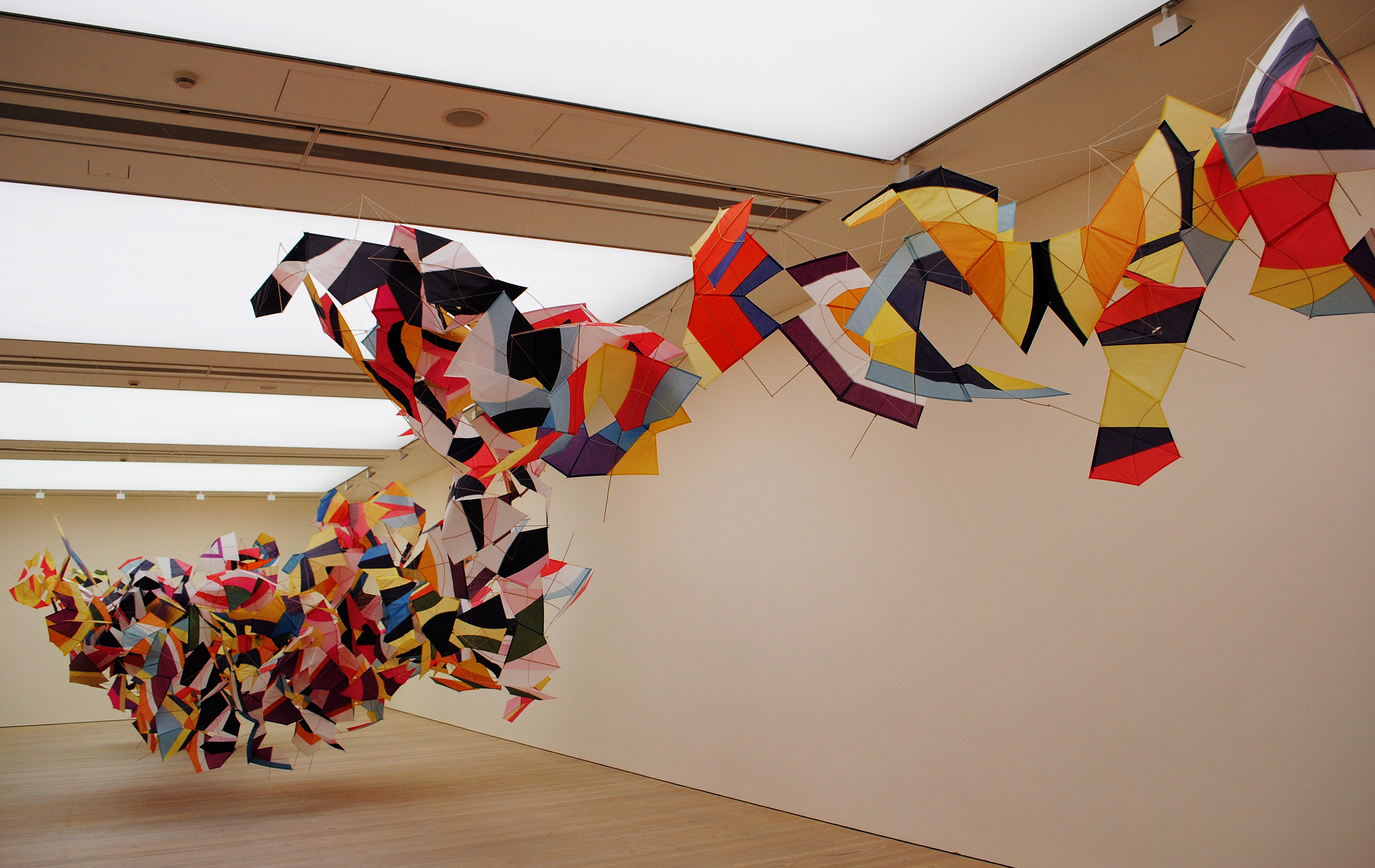
"Planos-Pipa n^{o}

Marcelo Jácome (Brasil, 1980) é um artista visual que atua no campo da arte contemporânea. Sua produção debruça-se sobre temas ligados à geometria abstrata, à paisagem urbana, à materialidade da cor, ao efêmero e à instância metafísica. Nascido na cidade do Rio de Janeiro, formou-se no ano de 2005 em Arquitetura e Urbanismo pela Universidade Santa Úrsula (Rio de Janeiro, Brasil). Frequentou a EAV - Escola de Artes Visuais do Parque Lage (Rio de Janeiro, Brasil), participando de grupos de estudo e acompanhamento com os artistas, Iole de Freitas, Luis Ernesto, João Magalhães e a curadora e crítica de arte Glória Ferreira.

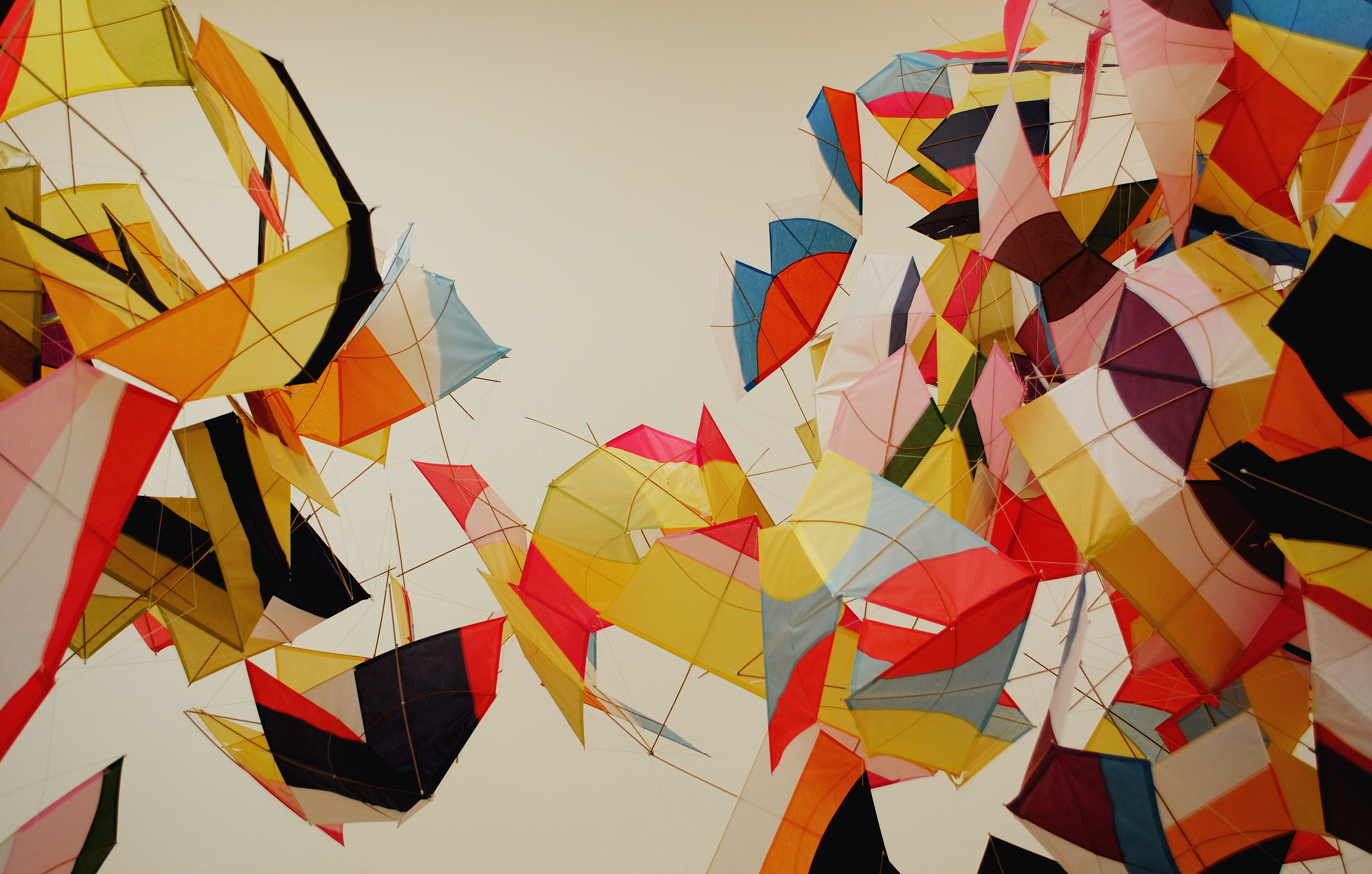
detail of "Planos-Pipa n^{o}

## Trabalho
Compreendendo a cidade como dispositivo estético, Marcelo Jácome procura articular em seus projetos, cromatismos, materialidades, símbolos, espacialidades e transitoriedades constituintes das paisagens. Para isso, mobiliza um repertório material proveniente de polos comerciais urbanos, o que lhe permite estabelecer em suas obras relações formais, cromáticas, literais e simbólicas com os objetos e insumos que escolhe trabalhar.
Suas experiências artísticas esbarram ao campo expandido na arte e relacionam-se muitas vezes às questões caras ao neoconcretismo brasileiro, operando na interseção entre pintura, arquitetura e objeto. Essa abordagem interdisciplinar possibilita a criação de ativações espaciais e instalações site-specific que reconfiguram as relações entre corpo, espaço e percepção.
Sua trajetória inclui a realização de exposições e projetos em instituições como Fundação Calouste Gulbenkian em Lisboa (2012, PT), Saatchi Gallery em Londres (2013, UK), EAV Parque Lage no Rio de Janeiro (2013, BR) , Stiftung Brasilea  em Basel (2017, CH), Museu do Açude no Rio de Janeiro (2017, BR)

## Informações Complementares
Marcelo Jácome foi indicado ao Prêmio PIPA (BR, 2014) , participou de residências artísticas como Echangeur 22 em Saint Laurent des Arbres (2015, FR)  e Residência Artística FAAP em São Paulo (2022, BR) e celebrou colaborações e comissionamentos para marcas como Nike/Nike Lab (2016 BR) , Royal Caribbean (2018, US), Farm Rio (2020, BR) Art Rio (2021, BR), Cidade Matarazzo (2014, BR), DW! Semana de Design (2024, BR), entre outros.

## referências e fontes
1. ↑  «MARCELO JÁCOME | sobre». marcelojacomenetart. Consultado em 27 de julho de 2025
2. ↑  «Marcelo Jácome». artrio.com (em inglês). Consultado em 27 de julho de 2025
3. ↑  Rkain, Jamyle (4 de setembro de 2019). «Os 'Planos-Pipa' de Marcelo Jácome». ARTE!Brasileiros. Consultado em 27 de julho de 2025
4. ↑  «MARCELO JÁCOME | studio». marcelojacomenetart. Consultado em 27 de julho de 2025
5. ↑  Aguirre, Alexandra. «Wayback Machine» (PDF). www.bdtd.uerj.br. p. 156, 157. Consultado em 27 de julho de 2025. Cópia arquivada (PDF) em 1 de julho de 2024
6. ↑  «História das Exposições». História das Exposições. 22 de junho de 2012. Consultado em 27 de julho de 2025
7. ↑  «Saatchi Gallery | Marcelo Jácome»
8. ↑  «Paper, Saatchi Gallery - exhibition review». The Standard (em inglês). 1 de agosto de 2013. Consultado em 27 de julho de 2025
9. ↑  Cultural, Instituto Itaú. «Enciclopédia Itaú Cultural». Enciclopédia Itaú Cultural. Consultado em 27 de julho de 2025
10. ↑  «Brasilea | Marcelo Jácome». Consultado em 27 de julho de 2025
11. ↑  «Obras ao ar livre no Museu do Açude valem visita». VEJA RIO. Consultado em 27 de julho de 2025
12. ↑  «Marcelo Jácome». Prêmio PIPA. Consultado em 27 de julho de 2025
13. ↑  «Six artistes en résidence à St-Laurent-des-Arbres». midilibre.fr (em francês). Consultado em 27 de julho de 2025
14. ↑  «Marcelo Jácome». FAAP. Consultado em 27 de julho de 2025
15. ↑  aloi, andre (21 de julho de 2016). «Em clima de Olimpíadas, NikeLab vai abrir loja no Rio de Janeiro». Site RG – Moda, Estilo, Festa, Beleza e mais. Consultado em 27 de julho de 2025
16. ↑  «DW Design Week RIo de Janeiro (Casa Shopping)». O Globo. 25 de agosto de 2024. Consultado em 27 de julho de 2025